# René Guissart (Ruderer)
René Jacques Guissart (* 12. September 1929 in Hampstead, London; † 8. September 2014 in Grasse) war ein französischer Ruderer. Er gewann eine Bronzemedaille bei den Olympischen Spielen 1956.

## Sportliche Karriere
René Guissart ruderte für die Société d'Encouragement du Sport Nautique in Nogent-sur-Marne. Bei den Olympischen Spielen 1952 in Helsinki trat er zusammen mit Jean-Pierre Souche im Zweier ohne Steuermann an. Die beiden qualifizierten sich über Vorlauf, Halbfinale und Hoffnungslauf für das Finale und belegten dort den fünften und letzten Platz.
1955 trat Guissart bei den Mittelmeerspielen in Barcelona im Achter an und gewann die Bronzemedaille. 
Bei den Olympischen Spielen 1956 in Melbourne startete Guissart zusammen mit Yves Delacour, Guy Guillabert und Gaston Mercier  im Vierer ohne Steuermann. Die Franzosen unterlagen im Vorlauf dem Boot aus den Vereinigten Staaten und qualifizierten sich über den Hoffnungslauf für das Halbfinale. Im Halbfinale qualifizierten sich die ersten beiden Boote aus beiden Läufen für das Finale, aus dem ersten Halbfinale setzten sich Kanadier und Franzosen, aus dem zweiten Halbfinale US-Amerikaner und Italiener durch. Im Finale siegten die Kanadier mit fast zehn Sekunden Vorsprung vor dem US-Boot, zweieinhalb Sekunden dahinter gewannen die Franzosen die Bronzemedaille vor den italienischen Europameistern des Jahres 1956.
Jean-Jacques Guissart, der ältere Bruder von René, gewann 1952 eine olympische Silbermedaille.